# テメレア戦記
『テメレア戦記』（テメレアせんき、原題：Temeraire）は、2006年3月から刊行されている、ナオミ・ノヴィクによるアメリカ合衆国の歴史改変SFファンタジー小説シリーズである。

## 概要
ナポレオン戦争時代の大英帝国が舞台。実在する国家や人物を交えながら、古代からドラゴンが存在し、人間と深い関わりを持っているというパラレルワールドが描かれており、ファンタジー小説および歴史改変SFとしての側面を併せ持つ。世界観についての詳細は下記参照。
本シリーズは2016年に刊行された第9巻（原題：League of Dragons）をもって、第1巻から続くナポレオン戦争を題材とした物語が完結した。シリーズ完結後も、テメレア戦記の世界観を継承した、異なる時代や地域の物語が展開される可能性があることを著者が明らかにしている。　
本シリーズのスタートは、もともとゲームクリエイターとして働いていた著者が、もっと自由に創作できるようにと小説を書き始め、それを出版社に送ったことがきっかけとなっている。2003年の春ごろから小説を書き始め、シリーズ第1巻『気高き王家の翼』（原題：His Majesty's Dragon）をエージェントを通して出版社に送る。その後出版社からの要請で、第2巻『翡翠の玉座』（原題：Throne of Jade）、第3巻『黒雲の彼方へ』（原題：Black Powder War）のシノプシスを書き上げ、それが2005年の暮れに編集者に渡り、刊行が決定した。
第1巻は2006年3月にアメリカのデル・レイ・ブックスより刊行された。その後シリーズは第3巻まで3ヶ月間連続で刊行された。
2023年5月現在、日本語版は第7巻まで刊行されている。1巻から6巻まではヴィレッジブックスから、7巻は静山社から出版され、8、9巻も同社から刊行予定である。
シリーズはローカス賞の第一長編部門を受賞した。また第1巻『気高き王家の翼』はコンプトン・クルック賞を受賞し、新人の作品であるにもかかわらずヒューゴー賞にもノミネートされた。またナオミ・ノヴィクはジョン・W・キャンベル新人賞を受賞した。
2006年にピーター・ジャクソンが本シリーズの時限付きの映画化権を獲得したが実現には至らず、2016年2月時点で権利は著者に戻り、映像化の企画は立ち消えとなっている。

## あらすじ

### 第一巻『気高き王家の翼』
時代は19世紀初頭、ナポレオン戦争の渦中。イギリス戦艦リライアント号の艦長ローレンスは、拿捕したフランス戦艦で孵化間近いドラゴンの卵を発見する。人間と絆を結んだドラゴンは国家にとって代えがたい戦力となるが人間の犠牲も大きいため、ローレンスはくじ引きで乗組員から絆を結ぶ人間を選ぶ。生まれたドラゴン"テメレア"はローレンスを選び、ローレンスは海軍を去って空軍に入らざるを得ない。ローレンスとテメレアはともに訓練を受け、優れた知性を持つテメレアとローレンスは深い愛情で結ばれるようになる。ドーバー海峡でのフランス海軍との戦いで、テメレアは"神の風”と呼ばれる強力な息により敵艦を破壊し、イギリス軍の勝利をもたらす。テメレアは中国皇帝からフランス皇帝ナポレオンに送られた、セレスチャル種と呼ばれる希少種であることが分かる。

### 第二巻『翡翠の玉座』
中国皇帝からの使者が、中国のほうにより王族としか絆を結ぶことができないテメレアの返還を要求し、外交上の配慮によりイギリス船がテメレアとローレンスを中国に運ぶ。テメレアは病にかかるが、特殊なキノコにより全快する。一行は中国に着き、単なる使役獣として扱われるイギリスと違い、当地ではドラゴンが人間と同様の権利を持つことを知り、テメレアの思想は大きな影響を受ける。アルビノのセレスチャル種であるリエンと絆を結ぶ皇子が反乱を起こそうとするがローレンスとテメレアの努力で阻止され、皇子は死ぬ。感謝の印として、皇帝はローレンスを自らの養子として、テメレアとの絆を合法化して、テメレアの返還要求を取り下げる。

### 第三巻『黒雲の彼方へ』
イギリス政府から、一行はオスマン帝国で購入された3つのドラゴンの卵の引き取りと帰国を命じられる。一行は中央アジアを通り、野生のドラゴンたちと遭遇する。イスタンブールに着くと、オスマン皇帝はフランスに味方し、その宮廷にはテメレアを憎むリエンがいる。一行は卵を盗み出し、ヨーロッパに脱出する。アウステルリッツの戦いでフランス軍が大勝したことを知り、イギリス軍に約束された20頭のドラゴンを待つプロシャ軍に協力せざるを得なくなる。だがリエンによって中国のドラゴン戦術を伝授されたフランス軍に、イエナ・アウエルシュタットの戦いで大敗し、テレメアはプロシア王家を脱出させる。一行はグダニスクでフランス軍に包囲されるが、サルカイ率いる野生のドラゴンによって救われ、イギリス兵と共に脱出に成功する。

### 第四巻『象牙の帝国』
イギリスに戻った一行は、かつて中国行きの船の上でテメレアがかかったのと同じ疫病がイギリスのドラゴンを苦しめ、戦力が大幅に落ちていることを知る。一行は病に倒れた多くのドラゴンと共に、治療法となったキノコを探すためにライリーの艦でアフリカに向かう。奴隷貿易支持者のライリーと廃止論者のローレンスは反目する。喜望峰に上陸した一行はキノコを見つけ、やがてドラゴンたちは快方に向かう。さらにキノコを探した一行はツワナ人に捕えられ、その強大な王国を見る。王国はイギリスの奴隷貿易に激怒し、イギリスの植民地を攻撃して陥落させる。一行は脱出してイギリスに戻る。奴隷貿易禁止法案はネルソン提督の強力な反対で葬られる。イギリス政府は一行が持ち帰ったキノコを秘密にし、疫病をフランスに持ち帰らせて大陸中のドラゴンの絶滅を画策する。テメレアとローレンスはキノコを盗んでフランスに渡す。ナポレオンからの亡命の誘いを断り、イギリス軍の処罰に服すために帰国する。

### 第五巻『鷲の勝利』
テメレアと、死刑判決を受けたローレンスは引き離されて幽閉される。ローレンスを乗せた艦がフランス軍に破壊され、これを知ったテメレアは、人間を乗せないドラゴンたちとその世話をする人間たちによる民兵組織を作って、イギリスに上陸したフランス軍と戦い、イギリスの地を移動し、ローレンスとサルカイはその後を追う。フランス軍はロンドンを占領し、イギリス軍の指揮官であるウェルズリーはテメレアに将校としての権利を与え、フランス軍の進んだドラゴン戦術を模倣する。フランス軍の補給を妨害したうえで、イギリスに上陸していたナポレオンを罠にかける。だがコペンハーゲンから戻ってきたネルソン提督の艦隊は、リエンが"神の風”で起こした津波によって壊滅させられ、ナポレオンはフランスへの逃亡に成功する。イギリスからフランス軍を追い払ったウェルズリーは、ローレンスをオーストラリア植民地への流刑に減刑し、テメレアと3個の卵と共に送り出す。

### 第六巻 『大海蛇の舌』
オーストラリア植民地に着いた一行は、反乱軍により植民地総督ウィリアム・ブライが追放されていることを知り、ドラゴンを使って反乱軍を戦うことを求めるブライと、ジョン・マッカーサー率いる反乱軍の板挟みとなる。ランキンが卵からかえった最初のドラゴンと絆を結ぶ。マッカーサーの依頼で、ローレンスとテメレアはシドニーからブルーマウンテンズを超えて平地に至る道を探すために出かけ、中国との密輸ルートを調べるサルカイも加わる。一行は水と食料の不足と予測不能な天候と、野生のドラゴンであるパニャップに苦しむ。一行は北部海岸に着き、中国人とアボリジニーが交易する港を見つける。植民地における密貿易を取り締まるため、イギリス海軍艦が港を襲うが、中国人の操る大海蛇によって沈む。一行がシドニーに戻るとマッカーサーが独立を果たしている。

### 第7巻 『黄金のるつぼ』
マッカーサーと本国政府の板挟みになったローレンスはオーストラリア奥地に隠棲する。ポルトガルの植民地ブラジルに奴隷として送られた自国民を取り戻したいツワナ王国とフランスの連合を防ぐため、英国政府がハモンドを派遣してローレンスを軍務に復帰させる。だがローレンスとテメレア、グランビーとイスキエルカ、ディメーンとクルンギルなどの一行をブラジルに運ぶ船は不慮の火災で沈没し船長のライリーは亡くなる。一行は近くにいたフランス軍艦に降伏して生き延びるも、孤島に置き去りにされる。島を脱出してなんとかインカ帝国にたどりつき、ドラゴンが人間を支配する社会を目にする。ハモンドとイスキエルカはグランビーと女帝の結婚を画策するが、ナポレオンが自ら訪問し女帝に求婚してインカ帝国と同盟を結び、一行はインカのドラゴンたちに襲われ逃げ出す。リオに到着し、ポルトガル軍に対し圧倒的優勢なツワナ軍を目にし、ツワナドラゴンのケフェンツェとエラスムス夫人(リサボ)と再会する。ローレンスはツワナの要求する、奴隷の解放・期間・定住をポルトガルに受け入れさせる。料理人ゴン・スーが、ローレンスの義兄ミエンニン皇太子の代理人であることを明らかにし、一行を中国に招待する。ハモンドは中国が英国と同盟を結びたいのだと解釈し、一行は中国に向かう。

### 第8巻 『暴君の血』
ウィリアム・ローレンスは日本の海岸で目を覚ますが、逆行性健忘のため中国語を知っていることや、この地にどうやって来たかを全く覚えていない。彼は長崎の外で捕まり、地元の役人であるカネコヒロマサのもとに連行され、丁重に軟禁される。一方、テメレアは仲間のドラゴンたちと共に嵐で座礁した船を修理し、外交官アーサー・ハモンドと共に長崎へ向かう。アメリカの商人ドラゴン、ジョン・ワンパノアグの助けを借り、ローレンスを探すが、ローレンスはカネコの若い従者、ジュンイチロウと共に逃亡していた。数々の冒険を経てローレンスとテメレアは再会するが、ローレンスは記憶を失っており、自分が空軍の一員であることも覚えていない。それでも二人は友情を取り戻し、ローレンスは中国と英国の同盟を結ぶために北京へ向かう。そこでは、保守派が西洋人を利用して皇太子ミエンニンを暗殺しようと企んでおり、テメレアの双子の兄弟が毒殺されていた。テメレアはミエンニンの正統性を守るため、再び交配に同意する。白蓮教徒の乱が続く中、ローレンスとテメレアは鎮圧のため南へ派遣されるが、この反乱は密輸活動の偽装であることが判明する。さらに、テメレアとローレンスの関係は悪化し、テメレアが過去の重大な裏切り行為を思い出させてしまい、ローレンスは葛藤する。その後、反乱が中国の保守派による「偽旗作戦」であることが明らかになり、ローレンスとテメレアは和解し、ナポレオンのロシア侵攻を防ぐために中国軍と共に北西へ向かう。ロシアで、ドラゴンが飢餓状態にあることを知ったローレンスは条件の改善を提案し、ロシア軍と共にフランス軍と戦うが、モスクワを放棄せざるを得なくなる。ナポレオンの進軍を食い止めるため、ローレンスとテメレアは厳しい冬の中、ロシアでの戦いに挑む。

## 世界観とドラゴン
本書の世界観は史実がベースとなっている。筆頭として、主人公テメレアの名前が19世紀当時に実在したイギリスの戦艦テメレア号に由来するほか、登場する地名及び人名などに実在のものが多数使用されている。そのため、ファンタジー小説であると同時に、歴史小説にもカテゴライズされる。時系列、舞台設定共に現実の世界を元に構成されている本書であるが、これにファンタジーとしての側面を与えているのがドラゴンの存在である。
本書のドラゴンは動物の一つとして描かれており、世界中に分布している。多くの種は、鱗の表皮に包まれた四肢と尾に加えて翼を持つ、典型的な西洋のドラゴンの容姿をしている。総じて知性が高く、人間と共存するドラゴンは人語を解する。これに関しては種族差があり、人間よりもはるかに賢いものから、簡単な会話を理解できる程度のものまで、千差万別である。ドラゴンは卵の中にいるときに言葉を覚えるとされており、孵化してすぐに言葉を話す。また、人間と接することのない野生のドラゴンであっても、ドラゴン特有の言語を用いて同種族との意思疎通を行うとされている。作中ではドゥルザグ語と呼ばれるドラゴン独自の架空の言語が登場する。種族による差異が最も大きいのは体格で、小型種は成獣でも馬2頭分ほどの大きさであるが、大型種は全長数十メートルにも達する。また、大型種ほど長寿の傾向が強い。いずれも雌雄の区分を持ち、卵を産んで繁殖する。
ドラゴンの飛行能力と身体能力から生じる軍事利用性は古くから認められており、その利用や品種改良が各国で盛んに行われている。現実世界においては、舞台となる19世紀初頭には空軍という概念自体が存在していないが、作中ではドラゴンを用いた飛行部隊が古代から戦争に投入されている。ただしドラゴンの飛行距離には限界があり、遠距離を旅する際にはドラゴン輸送船が必要となる。

## 登場人物

### 人間

#### イギリス
- ウィリアム・ローレンス（William Laurence）

テメレアを担う主人公。男性。1774年生まれで、第1巻開始時点では30～31歳である。アレンデール卿の末子であり、二人の兄がいる。職業選択の自由を与えようとしない父親に背いて12歳から海軍に入隊し、運に恵まれて昇進を重ね、若くしてリライアント号の艦長の地位に上り詰めた。生真面目で義理堅く、紳士に相応しい言動を常に心がけており、それによって同僚から堅物扱いされることも多い。奴隷制度反対派のアレンデール卿を父に持つため、父同様に奴隷制度を快く思っていない。
1805年にリライアント号の艦上で孵化したテメレアと出会い、以後、空軍へと転属する。当初はテメレアの担い手になったことを嘆いていたが、テメレアと心を通わせるうち、次第に分かち難い絆で結ばれていく。
空軍転属後、軍規や決まりごとよりも適切な現場判断を重んじる空軍の自由な気風に戸惑っていたが、その合理的な考え方に感化され、空軍の同僚たちとの間に深い信頼関係が生まれた。ジェーン・ローランドとは恋人関係になる。
ドーヴァーの戦いの後、中国からテメレアの返還要請を受け、外交使節と共に中国を訪れる。皇帝の一族のみが担うことを許されたセレスチャル種であるテメレアの担い手として相応しい身分を得るため、形式上、皇帝の養子となることを受け入れた。また、中国ではドラゴンが人間と同等に扱われていることを知り、テメレアは中国で暮らしたほうが幸せなのではないか、またイギリスでのドラゴンの待遇改善を目指し始めたテメレアにどのように接すれば良いか、葛藤を抱えるようになる。
1807年、イギリス海軍省が立案した、疫病を使った無差別なドラゴン殺戮作戦に背き、テメレアと共に敵国フランスに治療薬を届ける。帰国後に反逆罪で囚われ死刑宣告と共に空軍を追放されてしまうが、英国本土上侵攻を果たしたナポレオン軍を打ち破るため戦闘に駆り出され、シューベリネスの戦いにおける戦功によってオーストラリア大陸の英国領への流刑へと減刑される。ツワナ王国とフランスの連合を防ぐために軍務に復帰し、ブラジルに向かう途中インカ帝国に立ち寄ることになる。そして船から落ちて記憶を失いテメレアのことを拒絶してしまう。しかし記憶が戻り元の状態に
- ジョン・グランビー（John Granby）

テメレア搭乗クルーの副キャプテン。1780年生まれ。商人の家系の生まれであり、高貴な身分の出ではないが、幼少期から少年兵として空軍で叩き上げられた能力は高い。海軍出身のローレンスを敵対視していたが、やがて誤解であったことを悟り、ローレンス腹心の部下となる。
中国行きの旅ではローレンスに同行し、帰国の途で火噴きドラゴン、カジリク種の卵の孵化に立会い、自らイスキエルカと名乗るそのドラゴンの担い手となる。
インカ帝国ではハモンドとイスキエルカによって女帝と結婚させられそうになるも、性的嗜好を理由に渋る。片腕を失う。
裁縫は苦手だがアイロン掛けは得意。
- トム・ライリー（Tom Riley）

海軍時代のローレンスの部下であり、親友。彼が海軍を去った後、リライアント号のキャプテンを引き継いだ。トラファルガーの海戦の後、リライアント号が強風で破損してしまい、ローレンスの采配でドラゴン輸送艦アリージャンス号の艦長に就任する。
父親が奴隷制度賛成派であり、ライリー自身も父を尊敬しているため、ローレンスとはこの点で意見が合わず、激しく衝突している。
1807年にはケープタウン行きの洋上でキャサリン・ハーコートと恋人関係に発展し、間に子どもを儲ける。
ローレンスの一行をブラジルに届ける途中、不慮の火災で艦を失い自分も運命を共にする。
- ジェーン・ローランド（Jane Roland）

女性のキャプテン。竜はエクシディウム。テメレアの搭乗クルーであるエミリー・ローランドの母にあたる。エクシディウムは戦略上の価値が高い毒吐き能力を持つロングウィング種であり、担い手であるジェーンの地位も高い。
指揮、統制能力に優れ、現場からの信頼も厚い。しかし、女性士官の存在が空軍以外で認められておらず、不相応な立場に置かれている。
端正な顔立ちだが、左目から頬にかけて大きな刀傷がある。ローレンスとは恋人関係にある。
- エミリー・ローランド（Emily Roland）

テメレアのチームに所属する少女。見習い生。ジェーン・ローランドの娘。ジェーンの跡を継いでエクシディウムのキャプテンとなるべく経験を重ねている。少女でありながら他の少年兵と同じように軍務に就いているため、事情を知らない一般の人々に様々な誤解を抱かせてしまうことがあり、ローレンスを悩ませている。
- マシュー・バークリー（Matthew Berkley）

空軍のキャプテンにして、ローレンスの訓練同期生。1764年生まれで、竜はマクシムス。マクシムスの孵化が遅れたため、新人キャプテンとしては年齢が高い。恰幅がよく、快活でざっくばらんな男。なお、ファーストネームは作中で明らかにされていないが、マシュー(Matthew)であることが著者によって語られている。
- キャサリン・ハーコート（Catherine Harcourt）

女性のキャプテン。1785年生まれで、竜はリリー。リリーの孵化が予定よりも数年早かったため、若くしてキャプテンとなった。少年のような顔立ちで、体つきもほっそりとしており、軍服を身に着けてしまえば女性であることを悟られないほどである。
1807年のケープタウン行きの洋上でトム・ライリーと恋人関係に発展し、子どもを身篭るった。同年には彼と正式に結婚している。
- テンジン・サルカイ（Tenzing Tharkay）

ローレンスとテメレアの一行がマカオで雇ったオスマン帝国への道案内。紳士階級のイギリス人男性とネパール人女性の間に生まれた。父親の徹底した教育により上流階級の人間に相応しい振る舞いを身に着けたが、その血筋によって英国紳士として認められることはなく、やがて孤独を選んで生きるようになった過去を持つ。
洗練された物腰を備える一方、戦闘とサバイバル術にも長けており、ローレンスの危機を幾度となく救っている。また、ドラゴン独自の言語、ドゥルザグ語を操ることができる数少ない人物でもある。
鷹を好んで飼育している。
- ゴン・スー（Gong Su）

ローレンスが中国から連れ帰った料理人。ドラゴン向けの料理に長けており、生肉以外の食材をドラゴンが食べられるように調理できるため、戦場での食糧問題において重要な役割を果たしている。また、中国風の味付けを好むテメレアにとっては欠かせない存在。実はミエンニン皇太子の代理人であると正体を明らかにする。
- ホリン（Hollin）

テメレアの地上クルーの長を務めていた心優しい青年。ローレンスに素質を見出され、ウィンチェスター種の卵をあてがわれた。やがて孵化したドラゴン、エルシーの担い手となる。
- ヘンリー・フェリス（Henry Ferris）

グランビーがイスキエルカの担い手となった後、テメレアの副キャプテンの座を引き継いだ士官。1788年生まれ。紳士階級の出身であり、代々三男を空軍に送り出す伝統を持つ家に生まれた。7歳で空軍に入隊している。
- アレン（Allen）

テメレア搭乗クルーの少年兵。1793年生まれで、チームの中でもひときわ若い。エミリー・ローランドと行動を共にすることが多い。
- アレンデール卿（Lord Allendale）

ローレンスの父。ノッティンガムシアに広大な土地と、ウラトンホールと呼ばれる屋敷を構える貴族。厳格な父であり、家出して海軍に入隊したローレンスを快く思っていない。人権活動家として奴隷制度の廃止に心血を注いでいる。ウィリアム・ウィルバーフォースと親交が深い。
- レディ・アレンデール（Lady Allendale）

ローレンスの母。自らを省みないローレンスを心から心配しており、様々な方法でローレンスの援助に回っている。
- ジェームズ（James）

逓信使。竜はヴォラティルス。
- サットン（Sutton）

リリーの編隊を構成するキャプテンの一人。竜はメッソリア。キャプテンの中では年長者であり、戦闘経験も多い。隊の経験不足を補う役割を担う。
- リトル（Little）

空軍キャプテン。竜はイモルタリス。彼もまたリリーの編隊を構成するキャプテンの一人である。
- ウォーレン（Warren）

空軍キャプテン。リリーの編隊では右翼末端に位置するドラゴン、ニチドゥスを担う。神経質なニチドゥスを気遣い、常に行動を共にしている。
- チェネリー（Chenery）

空軍キャプテン。リリーの編隊の左翼末端に位置するドラゴン、ドゥルシアの担い手。
- エドワード・ハウ卿（Edward Howe）

ドラゴン専門家。テメレアの種を特定した人物でもある。
- ジェレミー・ランキン（Jeremy Rankin）

名門出身のキャプテン。竜はレヴィタス。社交を重んじる反面、ドラゴンに対する愛情は希薄な男。
- レントン（Lenton）

イギリス海峡師団司令長官。竜はオヴェルサリア。
- アーサー・ハモンド（Arthur Hammond）

中国との交渉のために送り込まれる外交官。20歳ほどに見える若者だが、国家の重責を担う。のちに引退したローレンスを説得し、南米に向かう。
- ネルソン提督（Sir Horatio Nelson）

国民的英雄のイギリス海軍提督。史実のホレーショ・ネルソンと同一人物。ローレンスが最も尊敬する軍人の一人であるが、目的のためには手段を選ばない節があり、女性関係の不祥事も多い。なお、史実では1805年のトラファルガー海戦で戦死しているが、本シリーズでは大火傷を負ったものの生存した設定になっており、1806年にローレンスと面会を果たしている。
- ディメーン（Demane）

ローレンスが南アフリカで出会ったコーサ族の少年。ケープタウンの襲撃に巻き込まれ、脱出時にイギリス行きを余儀なくされた。少しずつ英語を覚え、空軍で士官見習いとして働き始める。また、「大海蛇の舌」において、クルンギルの担い手となる。
- サイフォ（Sipho）

ディメーンの弟。兄と共にイギリス空軍で働いている。頭が良く、英語と共にドゥルザグ語も操れるため、空軍から重宝されている。
- ジョン・マッカーサー (John McArthur)

オーストラリアのニュー・サウス・ウェールズ植民地総督、自治政府首相。
- ペンバートン夫人 (Mrs. Pemburton)

ローレンスがオーストラリアで雇う、エミリーのお目付け役

#### フランス
- ナポレオン（Napoléon Bonaparte）

フランス皇帝。史実のナポレオン・ボナパルトと同一人物。急進的かつ革新的な戦略によって戦果を上げ続けている。リエンの担い手となってからは、中国式のドラゴン活用術を自国の空軍に取り入れ、陸海に及ぶ多角的な戦術を展開し、形骸化した戦法に頼った諸外国の軍隊を圧倒している。インカ帝国と同盟を結ぶも、ツワナ王国との同盟はローレンスに阻止される。

#### 中国
- ヨンシン皇子（Yongxing、永瑆）

清の乾隆帝の第十一皇子であり、嘉慶帝の兄。実在の人物。テメレアを本国へ連れ帰ろうと、使節をつれてはるばる中国からイギリスへとやってきた。
白い体色が喪を表すために宮廷から追放される運命にあったアルビノのセレスチャル種、リエンの守り人であり、それによって皇位継承権を失っている。リエンの地位向上を画策し、皇太子とローレンスを暗殺する計画を企てていたが、計画に気付いたテメレアと、それを阻止しようとするリエンの戦いに巻き込まれて死亡してしまう。
- スン・カイ（Sun Kai）

ヨンシン皇子と共にやってきた代表使節の一人。額を剃りあげた長身の若者。
- リウ・バオ（Liu Bao）

ヨンシン皇子と共にやってきた代表使節の一人。顎鬚をたらした恰幅の良い男。
- ミエンニン皇太子 (Mianning)

西洋との宥和を模索する皇位継承者、ローレンスの義兄

#### ツワナ王国
- エラスムス夫人(リサボ) (Mrs. Erasmus (Lethabo)

奴隷として連れされたのち、宣教師夫人としてツワナに戻る

#### インカ帝国
- 'アナワルク

インカ帝国の女帝、サパ・インカ

### ドラゴン

#### イギリス
- テメレア（Temeraire）

中国産の希少種である大型のドラゴン。1805年1月生まれ。性別は雄。
もともとは中国からフランスへと卵の状態で贈られたものであったが、イギリス艦に拿捕され、その船上で孵化を迎えた。当初はインペリアル種と断定されていたが、第1巻の最後で、中国産の最高品種であるセレスチャル（天の使い）種だということが判明する。中国名はロン・ティエン・シエン（Lung Tien Xiang、龍天翔）。
セレスチャル種は驚異的な知能を有するほか、胸部で圧縮した空気を咆哮と共にエネルギーとして解き放つことが可能であり、この能力は「神の風」と呼ばれている。「神の風」は一撃でフリゲート艦を沈没させるほどの威力を持つ。また、空中で静止するホバリングも他種のドラゴンには行えない飛行法である。
孵化の前に中国語、フランス語、英語に触れる環境にあったため、例外的に三ヶ国語に堪能。通常、ドラゴンの言語習得能力は生後間もなく失われてしまうが、セレスチャル種が持つ高度な知性により、後天的にオスマン語、ドイツ語、ドゥルザグ語を習得している。
中国への旅のさなか、寄港したケープ・コーストで奴隷たちを目の当たりにして強い衝撃を受ける。その後、中国ではドラゴンが人間と同等に扱われている状況を知り、イギリスでのドラゴンの扱いは奴隷にも等しいのではないかと考え、イギリスでドラゴンの権利を確立するために帰国する。
1807年、ローレンスと共に海軍省の命令に背いて、フランスのにドラゴンを病から救う薬を渡したため、空軍から追放されてしまう。オーストラリアで隠棲するも、ローレンスの軍務復帰を喜び、南米に向かい火災で船が破損しフランスに拾われ無人島に置き去りにされる。
- イスキエルカ（Iskierka）

火噴きのカジリク種の雌ドラゴン。担い手はグランビー。
ローレンス達がイギリスからの手紙でオスマン帝国から譲り受けるよう命令された際、受け取ることになっていた卵から生まれた。実際にはリエンの策略によって卵の受け渡しはなされなかったが、オスマン帝国から脱出する際に強奪した。しかしイギリス本国へ帰還する前に孵化が始まってしまい、急遽グランビーが担い手を務めることになった。なおイスキエルカという名前はグランビーではなく孵化の際に自分で名づけたもの。由来はポーランドの子守唄から。
- マクシムス（Maximus）

テメレアと仲の良いドラゴン。担い手はバークリー。イギリス最大の大型種、リーガル・コッパー種の雄。ヨーロッパ全土でも有数の巨躯を誇り、全長は120フィート(約37m)にもなる。リーガル・コッパー種は極度の遠視であり、近くのものを見る際には尻座りになって頭を後ろに引かなければならない。1806年の竜疫で瀕死の重症に追い込まれたが、治療薬によって回復する。
- リリー（Lily）

強酸を吐く能力を持つ大型種、ロングウィング種の雌。担い手はハーコート。ロングウィング種が吐く腐食性の酸の威力は桁外れに強力であり、金属や布はおろか、石さえも容易に溶かしてしまう。その強力な空対地攻撃能力のため、ロングウィング種は編隊のリーダーを任される場合が多く、リリーも同様である。
かつてロングウィング種を手懐けることは極めて難しいとされていたが、エリザベス1世がロングウィング種に女性をつけるという奇策を発案し、見事それが成功した。以降は同種の担い手を女性とすることがイギリス空軍の方針となり、一定数の女性士官が軍務に就いている。
- ヴォラティルス（Volatilus）

小型種。パートナーはジェームズ。飛行能力に特化した品種改良種だが、その過程で知性が犠牲となっている。愛称はヴォリー。テメレアを「テメレー」と呼んでいる。
- アルカディ（Arkady）

ローレンスとテメレアの一行がオスマン帝国への旅路の途中で遭遇した野生ドラゴンの群れのリーダー。ドラゴン独自の言語、ドゥルザグ語以外の言語を話すことができず、意思疎通にはサルカイらの通訳を必要とする。テメレアの話を聞くうちに人間社会に興味を持ち、自分もまた財産を持ちたいと考え、テメレアと行動を共にする。一度は逃亡したが、サルカイの説得によってイギリス空軍所属となる。
- ガーニ（Gherni）

アルカディの群れに所属するドラゴン。わずかながらオスマン語を話すことができる。アルカディと共にイギリス空軍に所属している。
- モルナル（Molnar）

アルカディの群れに所属するドラゴン。アルカディ、ガーニと共にイギリス空軍に加わった。
- メッソリア（Messoria）

中型種、イエロー・リーパー種の雌ドラゴン。担い手はサットン。リリーの編隊の右翼に属し、リリーを援護する役目を担う。若いドラゴンが多数を占めるリリーの編隊においては珍しく30歳を超えており、サットン同様に戦闘経験が豊富。
- イモルタリス（Immortalis）

メッソリアと同じく、イエロー・リーパー種の雄ドラゴン。担い手はリトル。
- ドゥルシア（Dulcia）

小型種、グレー・コッパー種の雌ドラゴン。担い手はチェネリー。
- ニチドゥス（Nitidus）

小型種、パスカル・ブルー種の雄ドラゴン。担い手はウォーレン。パスカル・ブルー種は神経質な種で、環境の変化に敏感である。
- レヴィタス（Levitas）

小型種、ウィンチェスター種のドラゴン。担い手のランキンから過酷な扱いを受けている。宝石をもらうと喜ぶ様をまるで女性のようだとランキンに言われている。偵察に行った際、敵の攻撃を受け、他界してしまう。
- エルシー（Elsie）

レヴィタスと同じく、ウィンチェスター種のドラゴン。担い手はホリン。ホリンの手厚い世話によって健康状態が良く、他のウィンチェスターよりも体格が大きい。鳥がさえずるような高い声で話す。
- ケレリタス（Celeritas）

ロック・ラガン基地のトレーニングマスターを務める中型のドラゴン。自称200歳。二代に渡った担い手はどちらも他界している。
- エクシディウム（Excidium）

ロングウィング種の雄。担い手はジェーン。この種の特性として、女性の担い手を選んでいる。
- オヴェルサリア（Obversaria）

中型種、アングルウィングの雌。担い手はレントン空将。
- クルンギル (Kulingile)

巨大に育った交配種。ディメーンが担う。

#### フランス
- リエン（Lien）

セレスチャル種の雌。純白の体であり、中国では白は縁起の悪い色とされるため国外へ送り出されそうになったところを、ヨンシン皇子が引き受ける。科挙で一位をとるほどの優秀な頭脳を持つ。
ヨンシン皇子の死後、その原因となったテメレアと中国に恨みを募らせ、復讐のためにフランスへ赴いてナポレオンを新たな担い手とする。
正式名はロン・ティエン・リエン（Lung Tien Lien、龍天蓮）

#### 中国
- ロン・ティエン・チエン（Lung Tien Qian）

セレスチャル種の雌。テメレアの母。
- ロン・ティエン・チュワン（Lung Tien Chuan）

セレスチャル種の雄。テメレアの双子の兄であり、ローレンスも違いをうまく言葉に出来ないほどに似通った容姿を持つ。
- ロン・チン・メイ（Lung Qin Mei）

インペリアル種の雌。深いブルーの体色。里帰りしたテメレアに学問の手ほどきをする。テメレアの初恋相手。

#### オスマン帝国
- ベザイド（Bezaid）

火を噴くカジリク種の雄。オスマン帝国のスルタンに仕える。
- シェヘラザード（Sherazde）

カジリク種の雌。ベザイドと同じくスルタンに仕えるドラゴン。

#### ツワナ王国
- ケフェンツェ  (Kefentse)

ツワナ王国の重鎮ドラゴン

#### インカ帝国
- マイラ・ユパンキ (Maila Yupanqui)

重鎮のドラゴン
- チェルキ (Churki)

ハモンドに執着し追いかける雌ドラゴン

#### 日本
- ジナイ公 (zinai)

海に住むドラゴン海龍
- キヨミズ姫 (kiyomizu)

川に住むドラゴン川龍
- アリカワ姫 (arikawa)

鹿児島を守護するドラゴン

## シリーズ一覧
英語の原作はデル・レイ・ブックスより、那波かおり訳による日本語版はヴィレッジブックス（第1巻から第6巻）、静山社（第7巻以降）より刊行。
- 第1巻 『気高き王家の翼』（原題：His Majesty's Dragon）
英語：2006年3月 ISBN 978-0345481283
日本語：2007年12月 ISBN 978-4789732260
- 第2巻 『翡翠の玉座』（原題：Throne of Jade）
英語：2006年4月 ISBN 978-0345481290
日本語：2008年12月 ISBN 978-4863321144
- 第3巻 『黒雲の彼方へ』（原題：Black Powder War）
英語：2006年5月 ISBN 978-0345481306
日本語：2009年12月 ISBN 978-4863322080
- 第4巻 『象牙の帝国』（原題：Empire of Ivory）
英語：2007年11月 ISBN 978-0345496874
日本語：2011年7月 ISBN 978-4863323339
- 第5巻 『鷲の勝利』（原題：Victory of Eagles）
英語：2008年7月 ISBN 978-0345512253
日本語：2013年12月 ISBN 978-4864911054
- 第6巻 『大海蛇の舌』（原題：Tongues of Serpents）
英語：2010年7月 ISBN 978-0345496898
日本語：2015年3月 ISBN 978-4864912037
- 第7巻 『黄金のるつぼ』（原題：Crucible of Gold）
英語：2012年3月 ISBN 978-0345522863
日本語：2023年5月 ISBN 978-4863897441
- 第8巻 『暴君の血』（原題：Blood of Tyrants）
英語：2013年8月 ISBN 978-0345522894
日本語：2024年9月 ISBN 978-4863897465
- 第9巻 邦題未定（原題：League of Dragons）
英語：2016年 ISBN 978-0345522924